# Macrobi (cràter)
Macrobi és un prominent cràter d'impacte lunar localitzat al nord-oest de la Mare Crisium. Es troba en el bord sud-est del Lacus Bonitatis, una petita mar lunar. El cràter una mica més petit Tisserand es localitza just a l'est.

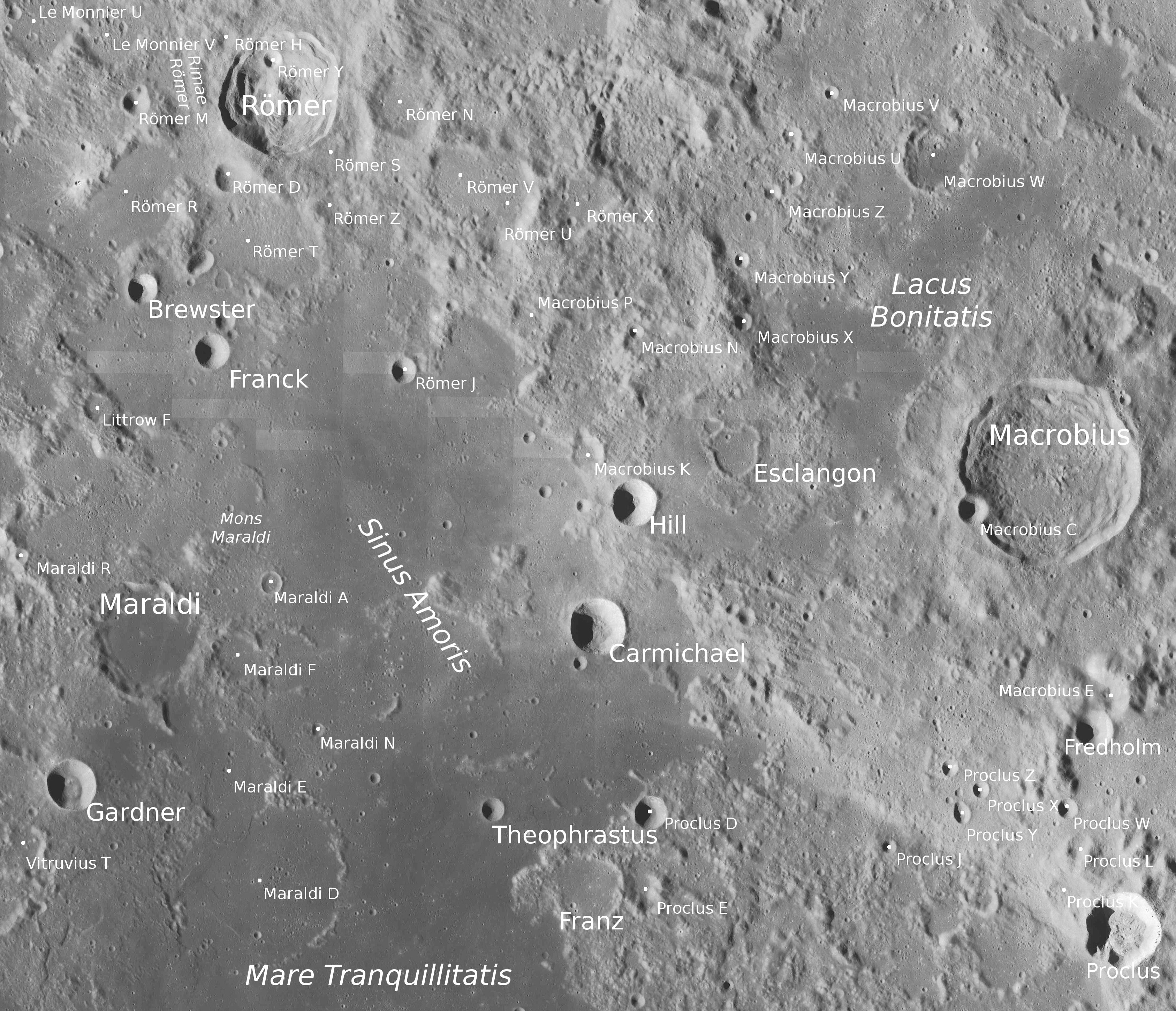
Localització de Macrobi (centre-dreta de la imatge). Fotografia de la missió LRO

La paret exterior de Macrobi té una superfície interna amb múltiples terrasses, producte de despreniments de la part superior del brocal. El petit cràter satèl·lit Macrobi C travessa la vora occidental, però la paret d'altra banda està relativament lliure de desgast significatiu. Al centre de la plataforma interior apareix un complex de muntanyes central. Una petita cresta voreja l'interior occidental, però la resta del sòl està relativament anivellat.

## Cràters satèl·lit

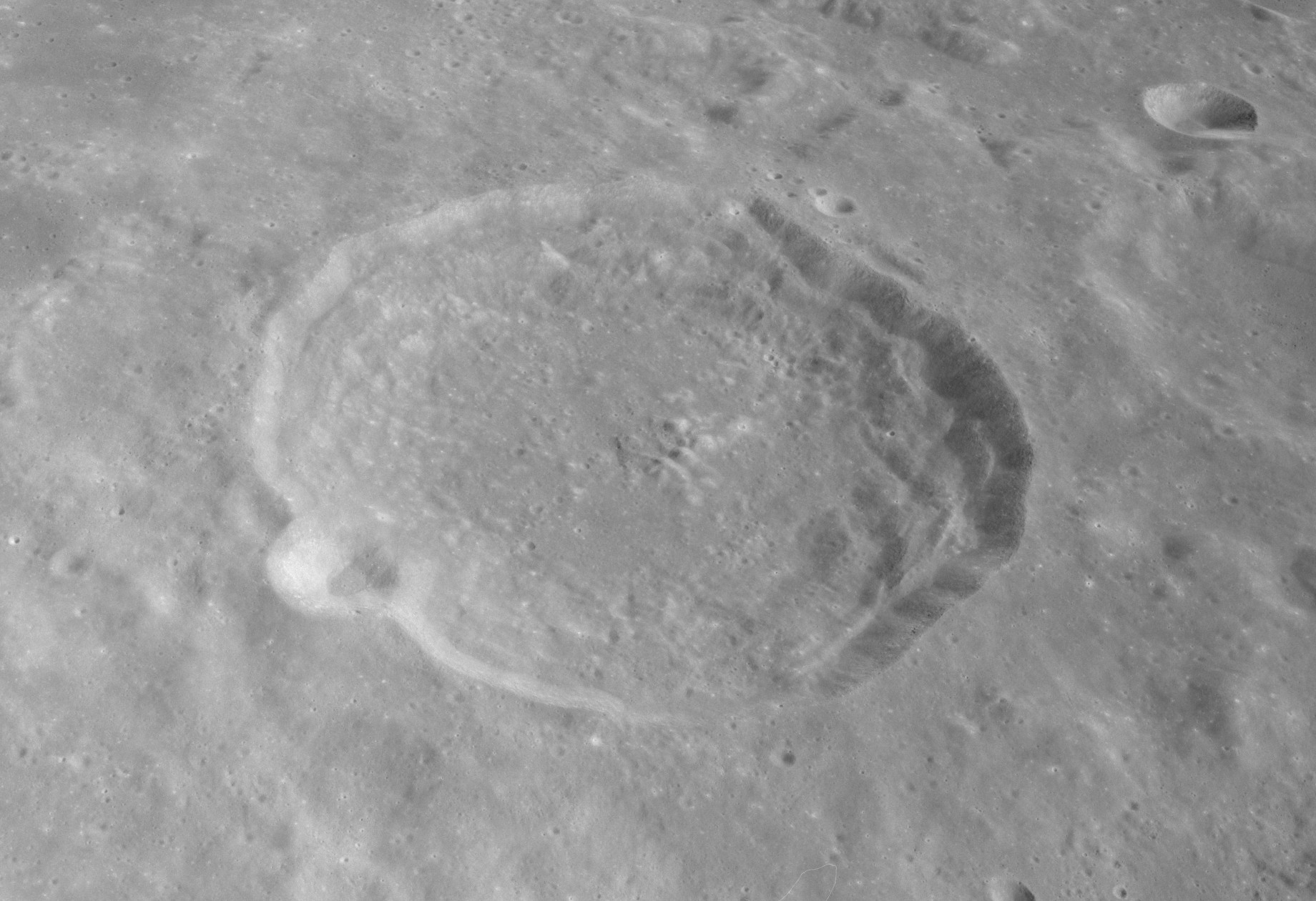
Vista obliqua des de l'Apol·lo 17

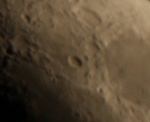
Macrobi al centre, prop del terminador, vist des de la Terra, amb la Mare Crisium a la dreta

Per convenció aquests elements són identificats en els mapes lunars posant la lletra en el costat del punt central del cràter que està més proper a Macrobi.
|         | \| Macrobi \| Coordenades \| Diàmetre \| \| ------- \| ------------------------------------ \| -------- \| \| C \| 20° 48′ N, 45° 00′ E / 20.8°N,45.0°E \| 10 km \| \| E \| 18° 42′ N, 46° 48′ E / 18.7°N,46.8°E \| 10 km \| \| F \| 22° 30′ N, 48° 30′ E / 22.5°N,48.5°E \| 11 km \| \| K \| 21° 30′ N, 40° 12′ E / 21.5°N,40.2°E \| 12 km \| \| M \| 25° 00′ N, 41° 00′ E / 25.0°N,41.0°E \| 42 km \| \| N \| 22° 48′ N, 40° 48′ E / 22.8°N,40.8°E \| P5 km \| \| P \| 23° 00′ N, 39° 30′ E / 23.0°N,39.5°E \| 18 km \| \| Q \| 20° 24′ N, 47° 36′ E / 20.4°N,47.6°E \| 9 km \| \| S \| 23° 18′ N, 49° 36′ E / 23.3°N,49.6°E \| 26 km \| \| T \| 23° 48′ N, 48° 36′ E / 23.8°N,48.6°E \| 29 km \| \| U \| 25° 00′ N, 42° 48′ E / 25.0°N,42.8°E \| 6 km \| \| V \| 25° 24′ N, 43° 18′ E / 25.4°N,43.3°E \| 5 km \| \| W \| 24° 48′ N, 44° 36′ E / 24.8°N,44.6°E \| 26 km \| \| X \| 23° 00′ N, 42° 12′ E / 23.0°N,42.2°E \| 4 km \| \| Y \| 23° 36′ N, 42° 12′ E / 23.6°N,42.2°E \| 5 km \| \| Z \| 24° 18′ N, 42° 36′ E / 24.3°N,42.6°E \| 5 km \| |          |
| Macrobi | Coordenades | Diàmetre |
| C       | 20° 48′ N, 45° 00′ E / 20.8°N,45.0°E | 10 km    |
| E       | 18° 42′ N, 46° 48′ E / 18.7°N,46.8°E | 10 km    |
| F       | 22° 30′ N, 48° 30′ E / 22.5°N,48.5°E | 11 km    |
| K       | 21° 30′ N, 40° 12′ E / 21.5°N,40.2°E | 12 km    |
| M       | 25° 00′ N, 41° 00′ E / 25.0°N,41.0°E | 42 km    |
| N       | 22° 48′ N, 40° 48′ E / 22.8°N,40.8°E | P5 km    |
| P       | 23° 00′ N, 39° 30′ E / 23.0°N,39.5°E | 18 km    |
| Q       | 20° 24′ N, 47° 36′ E / 20.4°N,47.6°E | 9 km     |
| S       | 23° 18′ N, 49° 36′ E / 23.3°N,49.6°E | 26 km    |
| T       | 23° 48′ N, 48° 36′ E / 23.8°N,48.6°E | 29 km    |
| U       | 25° 00′ N, 42° 48′ E / 25.0°N,42.8°E | 6 km     |
| V       | 25° 24′ N, 43° 18′ E / 25.4°N,43.3°E | 5 km     |
| W       | 24° 48′ N, 44° 36′ E / 24.8°N,44.6°E | 26 km    |
| X       | 23° 00′ N, 42° 12′ E / 23.0°N,42.2°E | 4 km     |
| Y       | 23° 36′ N, 42° 12′ E / 23.6°N,42.2°E | 5 km     |
| Z       | 24° 18′ N, 42° 36′ E / 24.3°N,42.6°E | 5 km     |

Els següents cràters han estat canviats el nom per la UAI:
- Macrobi A — Vegeu Carmichael (cràter).
- Macrobi B — Vegeu Hill (cràter).
- Macrobi D — Vegeu Fredholm (cràter).
- Macrobi L — Vegeu Esclangon (cràter).